# أدب كوسوفو

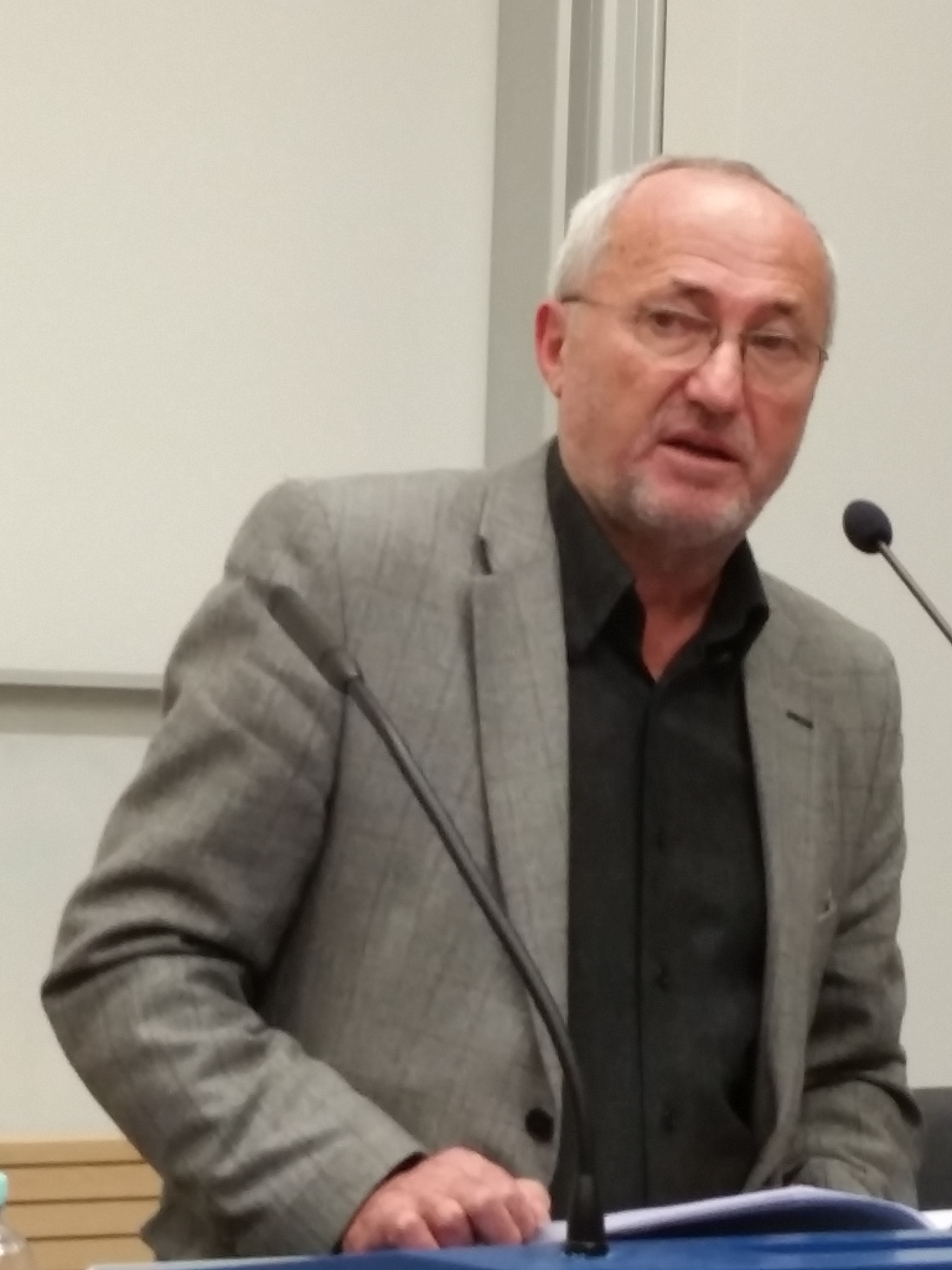
اقرم باشا ، كاتب من كوسوفو.

يتكون أدب كوسوفو من النصوص الأدبية المكتوبة باللغة الألبانية والصربية والبوسنية والتركية، وبالتحديد من قبل مؤلفي كوسوفو. أنتجت كوسوفو العديد من الكتاب البارزين في العصر العثماني. ومع ذلك، حظرت السلطات العثمانية الاستخدام المكتوب للغة الألبانية حتى عام 1912. استمرت هذه السياسة في أثناء الحكم الصربي حتى اندلاع الحرب العالمية الثانية.
بعد الحرب، كانت معظم الاختبارات المدرسية باللغة الصربية بسبب الظروف التاريخية، بعد أن حازت صربيا على كوسوفو، قُمِع التعليم والنشر باللغة الألبانية. ازدهر الأدب السري في أواخر اربعينيات القرن العشرين، الذي كانت نتاجاته مكتوبة ونُشِرت باللغة الألبانية. تحت حكم ألكساندر رانكوفيتش، كان كل من اشترى جريدة ريلينديا التي تصدر باللغة الألبانية مسجلًا لدى الشرطة السرية. مُنحت التسهيلات والثقافة الألبانية الكاملة بموجب الدستور اليوغوسلافي لعام 1974، وازدهر الأدب والثقافة الكوسوفو ألباني

## الأدب الصربي في كوسوفو
كانت كوسوفو وكذلك راشكا وجبل آثوس موطنًا للعديد من الأعمال الأدبية الصربية المبكرة منذ القرن الثالث عشر وما بعده. كانت أبرز الشخصيات الأدبية الصربية في كوسوفو خلال القرن العشرين الروائي فوكاشين فيليبوفيتش والشعراء دارينكا جيفريتش وبيتار ساريتش ورادوساف ستويانوفيتش وكاتب القصة القصيرة لازار فوكوفيتش.

## العصر العثماني
في أثناء الحكم العثماني، كانت كوسوفو جزءًا من الثقافة الأدبية العثمانية الأوسع، وكان لبريزرن مكتبات ومدارس ومدارس وحمام. من الكتاب البارزين ما يلي:
- بيتير بوجداني: أول كاتب كوسوفي ألبانيا.
- جلال زاده صالح شيليبي: الذي كان مؤرخَا.
- بريستيناشي ميسيهي: الذي كان رائدًا في الشعر العثماني التركي الفكاهي.
- بريزرينلي سوري شيليبي: الذي أسس أيضًا وقفًا مهمًا.
- عاشق شيليبي: هو كاتب سيرة عثماني، وشاعر، ومترجم.
- طاهر أفندي جاكوفا: هو شاعر ينتمي إلى (حركة البيت)، ومعلم، وزعيم ديني.